# Rosier polyantha

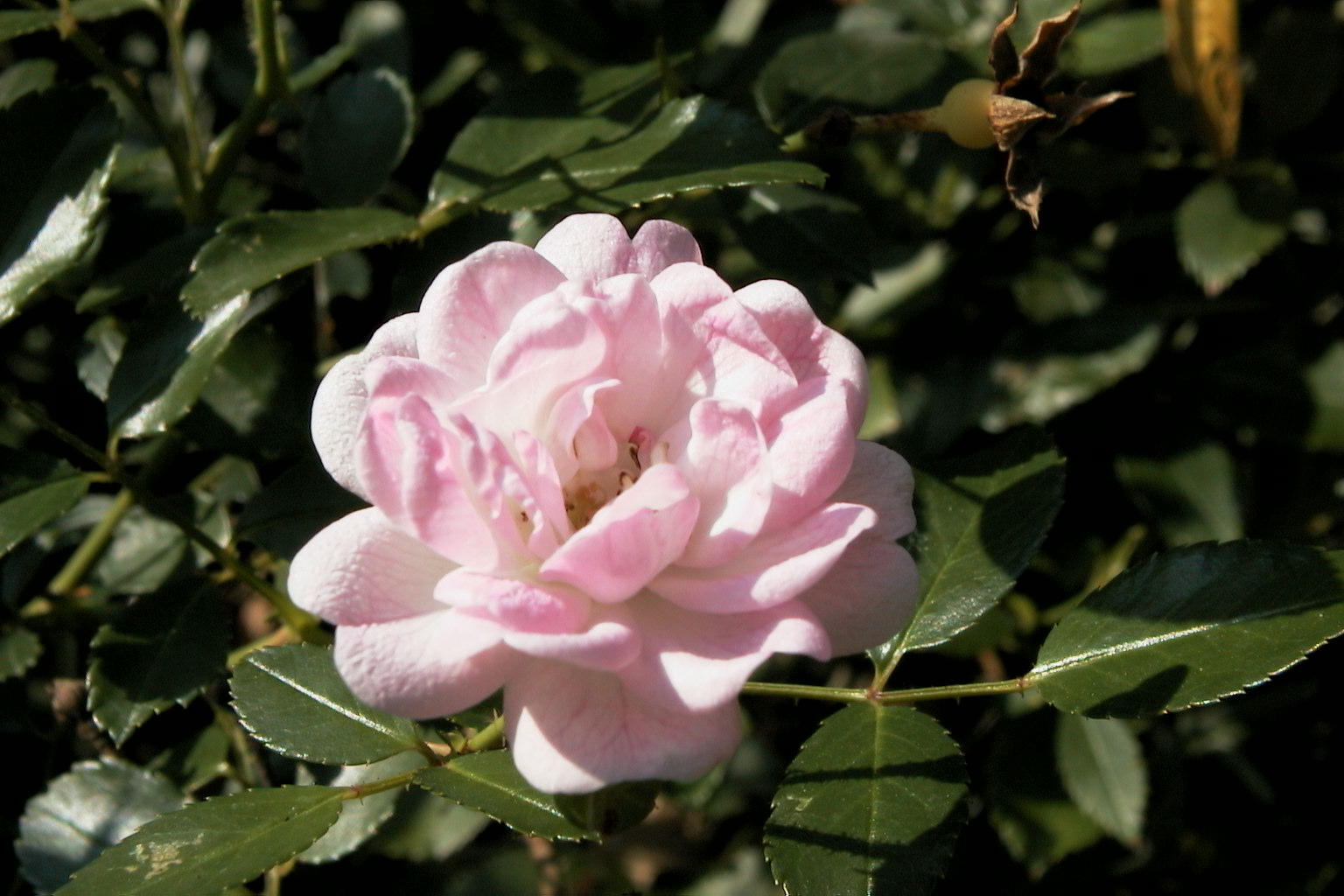
'The Fairy', rosier polyantha (Bentall 1932).

Les rosiers polyanthas sont une classe de rosiers hybrides créés à partir de 1875, issus de croisements effectués par le rosiériste Jean-Baptiste Guillot entre Rosa multiflora et Rosa chinensis.

## Historique
Du fait des liaisons commerciales entre la capitale des soyeux français, Lyon, et l'Extrême-Orient, c'est la ville de Lyon, patrie de nombre de rosiéristes français, qui est la première à recevoir des graines de Rosa multiflora ; cet envoi est effectué en 1862 par un ingénieur français, Coignet, travaillant pour l'empire du Japon, qui offre au maire de Lyon des graines de Rosa multiflora. L'Angleterre avait déjà reçu des graines de rosiers formés à partir de Rosa multiflora (carnea, platyphylla, ou alba), mais c'est la France qui reçoit le rosier type la première. C'est donc de graines de Rosa multiflora (ou de Rosa multiflora nain) fécondées par Rosa chinensis 'Minima', que le  rosiériste lyonnais Jean-Baptiste Guillot fils crée, en 1875, le premier polyantha, 'Pâquerette', à fleurs blanches. Puis en 1880, il crée 'Mignonnette' à fleurs roses et, en 1887, 'Gloire des Polyanthas'. 
Les rosiers polyanthas vont avoir une très grande descendance et forment une des catégories de la classification mise au point en 1971 par la Fédération mondiale des sociétés de roses (World Federation of Rose Societies).

## Description
Les rosiers polyanthas sont de petits rosiers buissons (60 à 80 cm de haut) à petites fleurs remontantes, doubles ou semi-doubles groupées en bouquets. Ils sont sensibles à la maladie des taches noires.
- Les premiers polyanthas :
  - 'Pâquerette', à fleurs blanches, tout petit buisson aux bouquets de 20 à 30 toutes petites (1 cm) fleurs blanches,
  - 'Mignonnette', à fleurs roses, rosier nain à bouquets de 30 à 40 petites roses de couleur rose pâle devenant blanches en fanant,
  - 'Gloire des Polyanthas', lui aussi obtenu par Jean-Baptiste Guillot,
  - 'Orléans Rose' (Levavasseur 1909), à fleurs semi-doubles rose carmin, qui a eu une très nombreuse descendance[3],
  - 'Miss Edith Cavell' (Ruitter 1917), à fleurs semi-doubles rouge vif, sport d' 'Orléans Rose'[4],
  - 'Gloria Mundi', rouge et 'Golden Salmon Superior' orange, deux sports de 'Superb' obtenus par Ruiter,
  - 'Yvonne Rabier' (Turbat 1910), aux très nombreuses fleurs doubles blanches en grosses inflorescences, très remontant.

- Actuellement, les catalogues mélangent souvent les polyanthas et les floribundas (hybrides de polyanthas et de rosiers thé), mais les polyanthas sont quand même extrêmement nombreux et de toutes les couleurs. Les polyanthas fréquemment proposés à la vente sont les suivants : 	
  - 'Cream Abundance', 'Pink Abundance', 'Red Abundance', 'Golden Shot', 'Orange Sensation', 'All Gold',
  - 'Alain', 'André Brichet', ' Rumba', 'Lili Marleen', 'Princesse Mathilde', 'Charles Eyck',
  - 'Melrose', 'Melflor', 'Melgold', 'Melglory,
  - et les plus nouveaux encore sous licence : 'Princess of Wales', 'Irish Hope', 'Fellowship', 'Constance Finn', 'Jubilé du Prince de Monaco'.

## Photographies

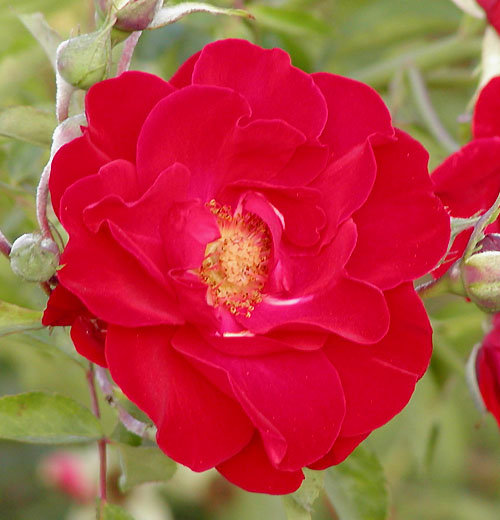
'Alain' (Meilland 1946).
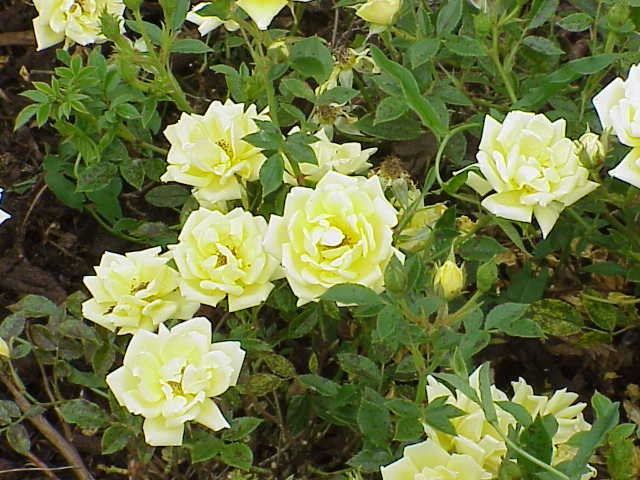
'Tapis Jaune' ou 'Guletta' (De Ruiter 1976), variété naine.
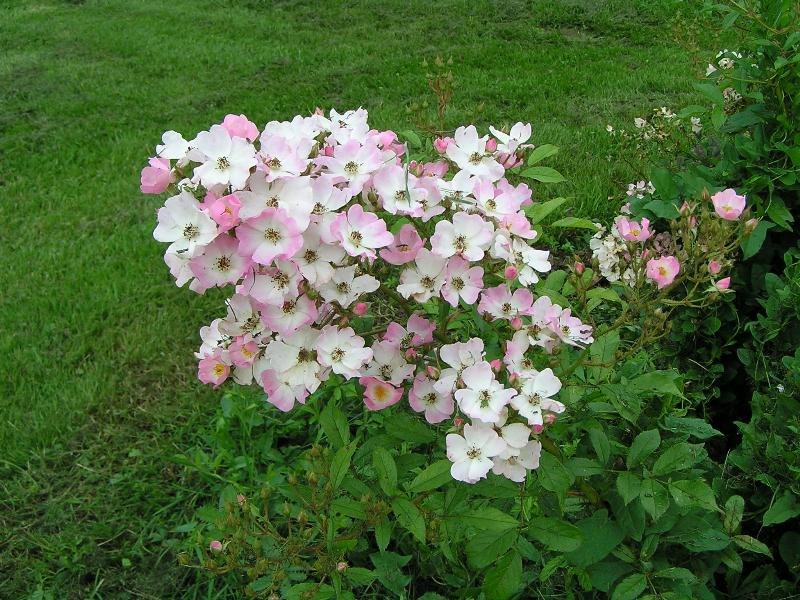
'Cornelia' (Pemberton 1924).
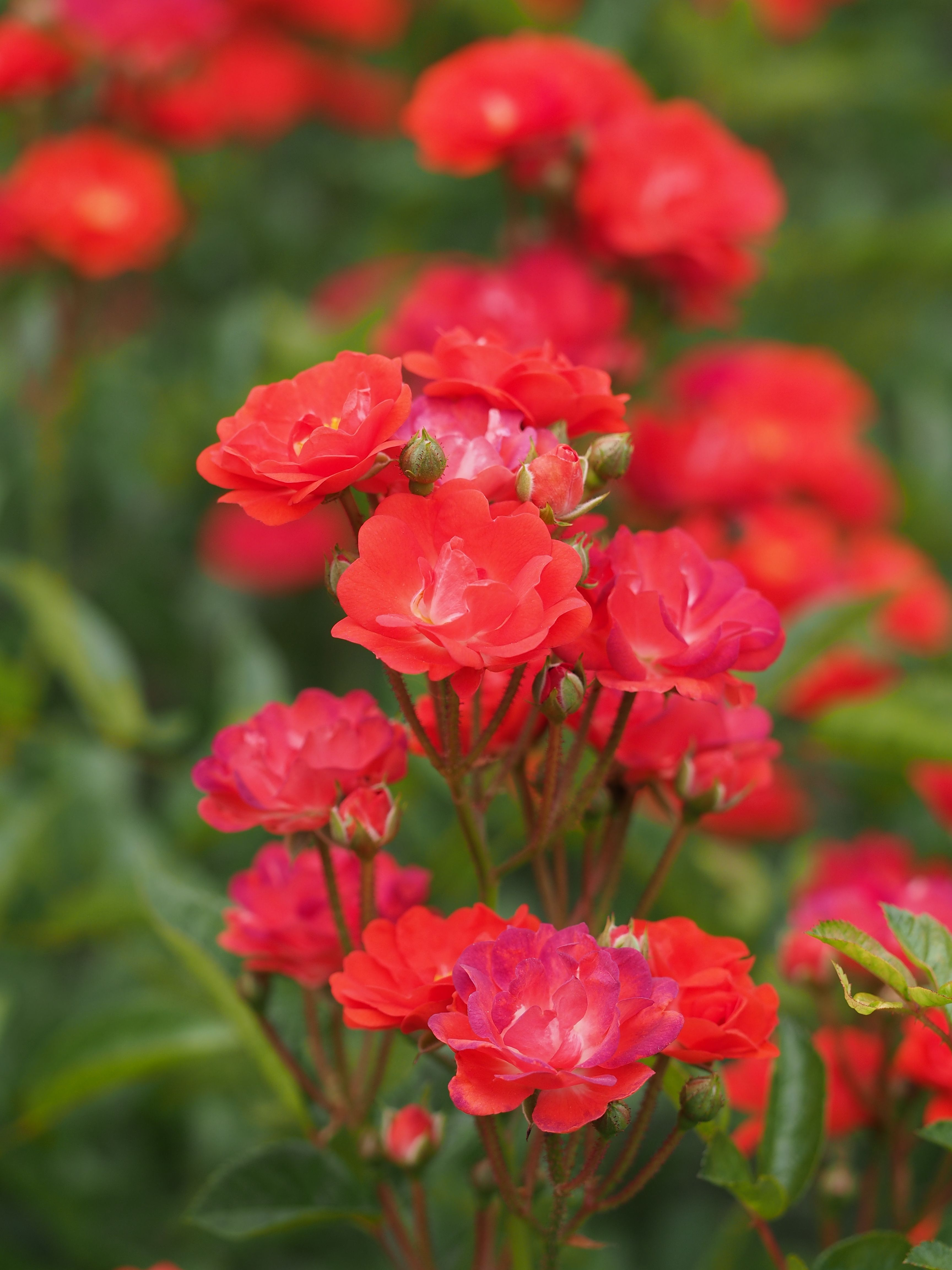
'Gloire du Midi' (De Ruiter, 1932).
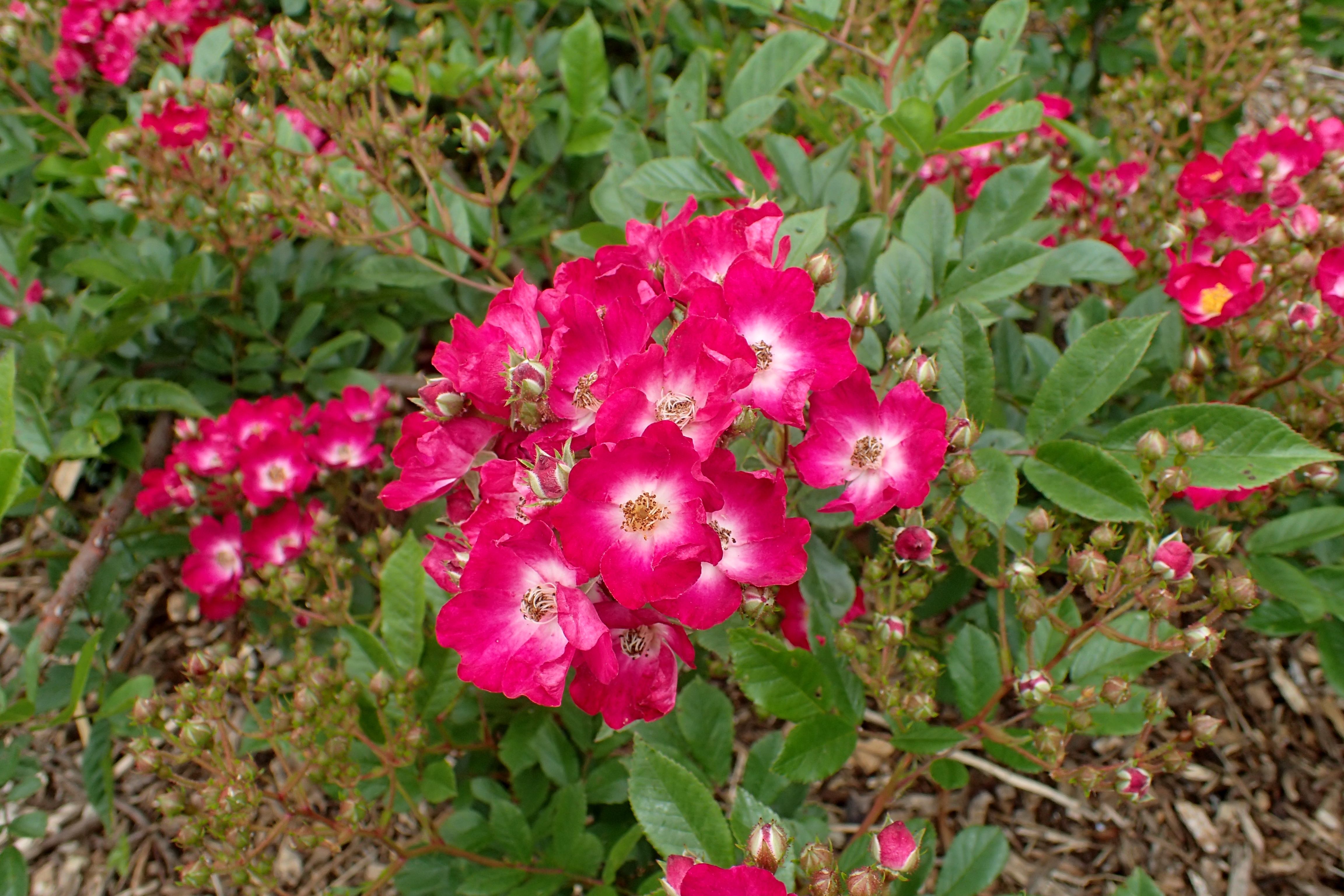
'Marjorie Fair' (Harkness 1984).